# Y.
Y. е вторият албум на испанската певица Бебе. Издаден на 29 юни 2009, албумът достига до номер едно в Spanish Album Chart. Реализиран е след четиригодишно отсъствие от музикалната сцена след успеха на първия албум Pafuera Telarañas. Записите траят повече от година в Мадрид и Кадис, Y. включва номинираната за Латино Грами песен Me Fui и сингъла Pa' Mi Casa. Албумът е продуциран от Карлос Джин (на испански: Carlos Jean), който работи с Бебе и по дебютния ѝ албум. Бебе е автор на текстовете на всички песни, като и тук основните теми са любовта, секса и себеуважението. Y. има Грами номинация за най-добър Латино Рок, Алтернативен и Ърбън албум. През декември на 2009 албумът е преиздаден, като към песните от първото издание е добавена и втора част, в която са включени нови песни и съвместни изпълнения с Лусио Годой, Луис Пастор, Педро Герра и Kultama.

## Списък на песните
1. No + Llorá – 4:08
2. Me Fui – 4:49
3. Busco-Me – 4:59
4. Sinsentido – 4:59
5. Escuece – 3:40
6. Cuando + Me Sujetas – 2:43
7. Que Mimporta – 4:12
8. La Bicha – 4:56
9. Se Fué – 3:08
10. Pa Una Isla – 4:53
11. Nostaré – 4:50
12. Pa Mi Casa – 5:13
13. Uh, Uh, Uh, Uh, Uh – 5:36

## Списък на допълнителните песни в специалното издание
1. Recomposición – 4:09
2. Sin Palabras – 4:33
3. María – 4:02
4. Pedigree Chuchos Callejeros (с Kultama) – 3:23
5. La Silla Eléctrica – 4:51
6. Tiempo (с Карлос Джин) – 4:08
7. Tiempo Pequeño (с Лусио Годой) – 3:31
8. Aguas Abril – 4:39
9. El Marido de la Peluquera – 4:04